# Apokalipsa

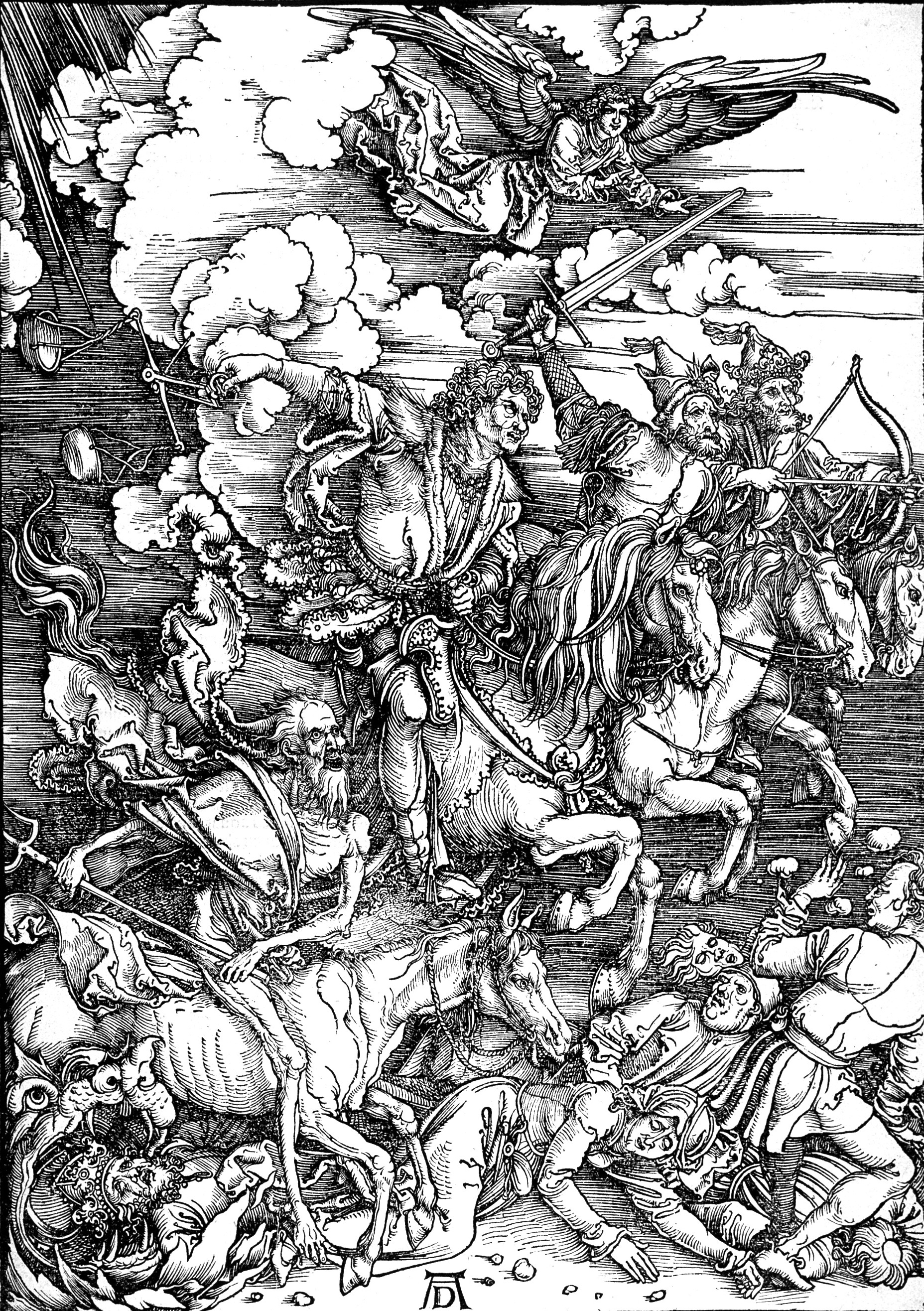
Czterech jeźdźców Apokalipsy, drzeworyt Albrechta Dürera

Apokalipsa (z gr. ἀποκάλυψις apokalypsis „odsłonięcie, zdjęcie zasłony, objawienie” od apokalýptein „odsłaniać, ujawniać”; apó „od” i kalýptein „zasłonić”) – w terminologii judaistycznej i chrześcijańskiej literatury religijnej to opis szczególnego rodzaju proroctwa, dotyczącego tego, co ma się wydarzyć w dniach ostatecznych, przekazywanego przez Boga wybranemu prorokowi. Badania historyczne wskazują, że zwyczaj pisania apokalips powstał wśród zhellenizowanych Żydów, a następnie rozpowszechnił się również wśród chrześcijan.
W Starym Testamencie księgą apokaliptyczną jest Księga Daniela. Apokaliptyczny charakter mają też fragmenty innych ksiąg, jak Iz 24 - 27.
Najbardziej znaną apokalipsą jest Apokalipsa św. Jana, stanowiąca ostatnią część Nowego Testamentu. Księga ta pierwotnie była nazywana „Objawieniem Jana”, zaś jej bardziej popularna nazwa została wywiedziona z pierwszych słów tej księgi „Ἀποκάλυψις Ἰησοῦ Χριστοῦ”, gdzie słowo „apokalipsa” było użyte w kontekście objawienia. Od tego utworu pochodzi określenie gatunku literackiego, była to pierwsza księga nazwana apokalipsą/objawieniem, chociaż gatunek ten istniał wcześniej. Apokalipsą nazywano też inne podobne księgi, których autorami byli zarówno wyznawcy judaizmu, jak i chrześcijanie. 
Od II w. n.e. powstawało wiele różnych apokalips, zarówno chrześcijańskich, jak i żydowskich. Oprócz ogólnie znanego nowotestamentowego Objawienia Jana, Muratori i Klemens  Aleksandryjski wspominają w swoich dziełach o Apokalipsie Piotra, która jednak nie zachowała się w całości do naszych czasów. Inne apokalipsy, których fragmenty dotrwały do czasów dzisiejszych, to Apokalipsa Adama i Ewy (autorstwa prawdopodobnie Epifanusa), Apokalipsa Tomasza oraz Apokalipsa Eliasza, której autorstwo przypisuje się Łukaszowi, jednemu z Ewangelistów.  
Literatura apokaliptyczna miała, i ma nadal, duży wpływ na tradycję religijną judaizmu, chrześcijaństwa oraz niektórych odłamów islamu.